# 2000 في بيرو
فيما يلي قوائم الأحداث التي وقعت خلال عام 2000 في بيرو.

## سياسة

### تعيين في المنصب
- 28 يوليو – سوزانا هيجوتشي عضو مجلس الشيوخ البيروفي ‏.
- 16 نوفمبر – فالنتين بانياغوا رئيس مجلس شيوخ البيرو [الإنجليزية]‏،رئيس بيرو.
- 22 نوفمبر – خافيير بيريز دي كوييار وزير الخارجية  [لغات أخرى]‏، رئيس مجلس الوزراء البيروفي [الإنجليزية]‏.

### انتهاء فترة المنصب
- 26 يوليو – ماكسيمو سان رومان رئيس مجلس شيوخ البيرو [الإنجليزية]‏.
- 21 نوفمبر – ألبرتو فوجيموري رئيس بيرو.
- 22 نوفمبر – فالنتين بانياغوا رئيس مجلس شيوخ البيرو [الإنجليزية]‏.

## رياضة
- 1 يناير – الدوري البيروفي لكرة القدم 2000 الفائز نادي يونيفرسيتاريو.
- 1 يناير – كوبا بيرو 2000 الفائز إستيودانتس دي مديسيني [الإنجليزية]‏.

## مواليد

### يناير
- 17 يناير – خوسيه بوليفار لاعب كرة قدم بيروفي.

## وفيات

### يناير
- 1 يناير – بابلو باتشيكو (مواليد 1908) لاعب كرة قدم بيروفي.
- 1 يناير – سيزار كالفو (مواليد 1940)